# 拉比
拉比（希伯來語：רַבִּי），天主教思高譯本譯作辣彼，是猶太人中精通《塔納赫》、《塔木德》的精神領袖、宗教導師階層。
雖然多有日常正職，但拉比負責主持猶太教的宗教儀式。因此，拉比的社會地位十分尊崇，連君王也經常邀請拉比進宮教導。在猶太人的宗教經典《塔木德》，就經常提及拉比的事蹟。
拉比階層發展自法利賽人。公元前二世紀至一世紀的法利賽人致力於修訂猶太經典，以及將口傳律法（Oral Torah）編纂成冊。隨時代演變，拉比職責逐漸加重。19世紀中葉的德國、美國，拉比還須負擔布道、教牧的職責，以及負責代表猶太社群與外界交流。
一些猶太教教派，如改革派，允許女性擔任拉比。

## 語源
在古代的米示拿希伯來語中，拉比（, ）是「老师」、「我的老師」的意思。
現代希伯來語，拉比亦會縮寫成（rav）。阿什肯納茲式希伯來語，拉比轉寫成「來比」（, ）；而在哈西迪中，來比不只是原本拉比的老師意思，還具有「聖徒」（Tzaddik）的意思，具有信徒的救贖者和保護者的職責。塞法迪猶太人、葉門猶太人歷史上曾拼寫成拉比（, ）。